# Svante Murbeck

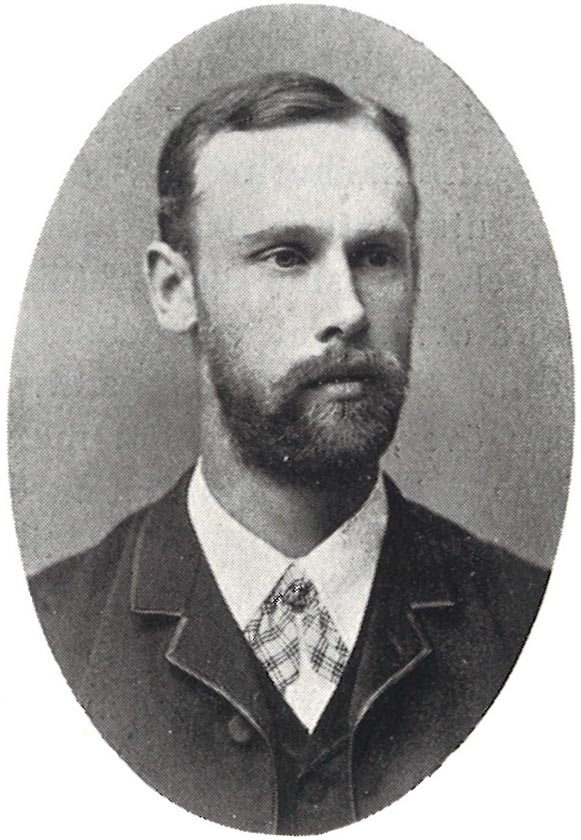
Svante Murbeck.

Svante Samuel Murbeck, född den 20 oktober 1859 i Hardeberga socken i Malmöhus län, död den 26 maj 1946, var en svensk botaniker och universitetslärare.
Murbeck blev student vid Lunds universitet 1879 samt filosofie doktor och docent i botanik där 1891, var amanuens vid Naturhistoriska riksmuseet i Stockholm och assistent vid Bergielund 1892-93, lärare i botanik vid Alnarps lantbruksinstitut 1897-1903 samt var professor i botanik och föreståndare för botaniska trädgården i Lund 1902-24.
Murbeck lämnade redan under sina tidigare studieår bidrag till Skandinaviens flora och utredde med framgång kritiska artgrupper och svårskilda former. Hans forskning utsträcktes sedermera till en mängd släkten, som tidigare saknat en tillfredsställande floristisk behandling, särskilt i serien Studier öfver kritiska kärlväxtformer (Potentilla, Agrostis, Cerastium) och bearbetningar av bland annat Stellaria, Rumex och Gentiana. Han påvisade en mängd hybrider inom vår flora och fäste uppmärksamheten på säsongdimorfa (inbördes lika, men till årstiden skilda parallell-)arter i Sverige. I floristiskt och växtgeografiskt syfte företog han flera utlandsresor (Norge 1884, Bosnien och Hercegovina 1889, Algeriet och Tunisien 1896, 1903 och 1908) och studerade i samband därmed under längre tid herbarier i Wien och Paris. Resultaten av dessa resor föreligger i Beiträge zur Kenntnis der Flora von Süd-Bosnien etc. (1891) och Contributions à la connaissance de la flore du nord-ouest de l'Afrique (1-4, 1897-1900 och serie 2, 1905). Tillsammans med Leopold Martin Neuman och Lars Johan Wahlstedt utgav han Violæ Sueciæ exsiccatæ (1, 1886 och 2, 1893).
Murbeck publicerade vidare viktiga undersökningar inom morfologin, histologin och embryologin. Hit hör Ueber den Bau und die Entwickelung von Dictyosiphon foeniculaceus (1900), Ueber die Embryologie von Ruppia rostellata (1902), Bidrag till Pterantheernas morfologi (1906) och Untersuchungen über den Blütenbau der Papaveraceen (1912). Viktigast på detta område är hans upptäckt av partenogenes hos Alchemilla, framställd i Parthenogenetische Embryobildung in der Gattung Alchemilla (1901) och Anomalien im Baue des Nucleus und des Embryosackes bei parthenogenetischen Arten etc. (1902). Dessa arbeten ledde till upptäckten av chalazogami (en säregen form av befruktning) hos den ej partenogena Alchemilla arvensis (Ueber das Verhalten des Pollenschlauches etc., 1901). Härtill kom den betydelsefulla avhandlingen Parthenogenese bei den Gattungen Taraxacum und Hieracium (1904).
Han undersökte senare blommans morfologi och erhöll 1916 av akademiska konsistoriet i Uppsala Björkénska priset för Papaveracé-blomman (1912) samt 1920 av Fysiografiska sällskapet i Lund dess minnesmedalj i guld för arbetena Ueber die Baumechanik bei Änderungen im Zahlenverhältnis der Blüte (1914) och Über staminale Pseudapetalie und deren Bedeutung für die Frage nach der Herkunft der Blütenkrone (1918). I två arbeten (1919-20) behandlade han ökenväxternas biologi, och efter en resa i Marocko 1921 utgav han Contributions à la connaissance de la flore du Maroc (två delar).
Murbeck blev ledamot av Fysiografiska sällskapet i Lund 1900, Vetenskapsakademien 1907 och Vetenskapssocieteten i Uppsala 1911.